# Jorge Bellizzi
Jorge Bellizzi fue un escritor, dramaturgo y guionista de televisión que nació el 19 de octubre de 1927 en Buenos Aires, Argentina y falleció el 9 de agosto de 2002 en la misma ciudad.

## Carrera profesional
Ya desde muy joven se vinculó con el teatro y escribió sus primeras obras, y en 1958 inició una relación profesional y afectiva con los medios de comunicación que ya no abandonaría nunca.
En la televisión, de la que solía afirmar que era “su gran amor”, trabajó como productor de ciclos de tanto éxito como Jacinta Pichimahuida, con libro de Abel Santa Cruz en su primera versión, con Evangelina Salazar como protagonista, Nostalgias del tiempo lindo , Simplemente María, Alta comedia, La comedia del domingo  y Teatro de humor , entre otros. En 1970 produjo en el Canal 11 el programa Matinée, que fue un adelanto de los programas ómnibus posteriores.
En colaboración con Abel Santa Cruz escribió los libretos de Me llaman Gorrión; El Rafa, una serie en la que actuaron Alberto de Mendoza y Carlos Andrés Calvo que fue un notable éxito en la década de 1980, y Juan sin nombre. En 1983 produjo Amor gitano, telenovela proyectada para 3 meses que se extendió a 9 meses en razón de su éxito.
En 1983 fue designado director general del Canal 11, donde cumplió una sobresaliente tarea. 
Entre las coproducciones en las que participó se cuentan la concretada entre una empresa televisiva argentina y otra francesa, que en 1990 grabó en París su telenovela Pasión, con Marie Neplaz y Daniel Fanego, y la formalizada con España para grabar con las actuaciones de Miguel Ángel Solá y Darío Grandinetti su libro El oro y el barro. Su nombre también cobró trascendencia internacional: varios canales del exterior compraron los derechos de emisión de las telenovelas de Bellizzi, y a principios de 1991 recorrió Europa dando conferencias y retornó con un importante bagaje informativo y técnico que aplicó a la televisión local.
En 1968 su obra Alcoba para tres fue representada por la compañía encabezada por Mirtha Legrand y Maurice Jouvet.
Bellizi escribió comedias y revistas de con humor zumbón y pasatista y de gran éxito popular tanto para las temporadas marplatenses como para escenarios de la calle Corrientes, tales como Primero huevo... después pichón, El bicho bajo la lupa y 30 días de castidad, todas representadas por Darío Vittori, Es más lindo... con amor, representada por un elenco encabezado por Rodolfo Bebán y Claudio García Satur y Limpitos... pero no tanto, entre otras.
Algunos de sus libros fueron Las aventuras de Chiribín en un planeta sin sonrisa, para la gente menuda y Semblanzas de la Vida y del Amor, en el que repasaba hechos de su vida.
Estaba casado con la actriz Beatriz Día Quiroga y falleció por problemas cardíacos el 9 de agosto de 2002.

## Filmografía
Guionista de televisión
- El Rafa (1997) Serie.
- El oro y el barro (1992) Serie
- Pasión (1991) Serie
- Alta comedia (1991) Serie (algunos episodios)
- Juan sin nombre (1982) Serie
- El Rafa (1981) Serie
- Teatro de humor (1974) Serie
- Me llaman Gorrión (1972) Serie (algunos episodio)
- Simplemente María (1969) Serie
- Nostalgias del tiempo lindo (1966) Serie
- Jacinta Pichimahuida, la maestra que no se olvida (1966) Serie

Productor de televisión
- Alta comedia (1 episodio, 1975)
  - Nocturno (1975) episodio
- Pequemos un poquito (1971)